# Barbora Havlíčková
Barbora Havlíčková (* 12. Mai 2000) ist eine tschechische Skilangläuferin.

## Werdegang

### Skilanglauf
Havlíčková, die für Dukla Liberec startet, nimmt seit 2015 vorwiegend an Juniorenrennen teil. Bei den Olympischen Jugend-Winterspielen 2016 in Lillehammer belegte sie den 17. Platz im Sprint, den achten Rang im Cross und den siebten Platz über 5 km Freistil. Im Januar 2017 wurde sie in Nové Město tschechische Juniorenmeisterin über 5 km klassisch, im 5-km-Massenstartrennen und im Sprint. Ihre besten Platzierungen bei den Juniorenweltmeisterschaften 2017 in Soldier Hollow waren der zehnte Platz mit der Staffel und der neunte Rang über 5 km Freistil. Bei den  nordischen Skiweltmeisterschaften 2017 in Lahti errang sie den 11. Platz mit der Staffel. Im folgenden Jahr kam sie bei den Juniorenweltmeisterschaften in Goms auf den 11. Platz mit der Staffel, auf den fünften Rang im Skiathlon und auf den vierten Platz über 5 km klassisch. Bei den Olympischen Winterspielen 2018 in Pyeongchang lief sie auf den 59. Platz über 10 km Freistil, auf den 43. Rang im Skiathlon und auf den 11. Platz mit der Staffel. In der Saison 2018/19 gewann sie die U20-Gesamtwertung des Alpencups und belegte bei den Juniorenweltmeisterschaften 2019 in Lahti den 20. Platz im 15-km-Massenstartrennen, den 12. Rang über 5 km Freistil und den neunten Platz mit der Staffel. Im Januar 2020 startete sie in Nové Město erstmals im Weltcup. Dabei kam sie auf den 60. Platz über 10 km Freistil und auf den 56. Rang in der anschließenden Verfolgung. Ihre besten Resultate bei den Juniorenweltmeisterschaften 2020 in Oberwiesenthal waren der 11. Platz mit der Staffel und der siebte Rang über 5 km klassisch.

### Berglauf
Abseits des Skilanglaufens nimmt Havlíčková im Sommer auch an Bergläufen teil. 2016 belegte sie bei den Berglauf-Weltmeisterschaften in Saparewa Banja im Juniorenrennen (U20) Rang 5 und gewann nach Addition der Einzelergebnisse mit der tschechischen Mannschaft Gold in der Teamwertung. Im Folgejahr verpasste sie bei den Berglauf-Europameisterschaften in Kamnik als Einzel-Vierte der Juniorinnen eine Medaille nur knapp, bei den Berglauf-Weltmeisterschaften 2018 in Canillo lief sie in dieser Altersklasse auf Platz 13. 2019 gewann Havlíčková in ihrem letzten U20-Jahr bei den in Zermatt ausgetragenen Berglauf-Europameisterschaften mit 51 Sekunden Vorsprung Gold im Juniorenrennen.